# (9900) Llull
(9900) Llull es un asteroide perteneciente al cinturón de asteroides descubierto desde el Observatorio Astronómico de Mallorca, en Costich, España, el 13 de junio de 1997.

## Designación y nombre
Llull recibió al principio la designación de 1997 LL6 y en 1999 se nombró en honor del erudito mallorquín Ramon Llull (1232-1316).

## Características orbitales
Orbita a una distancia media de 2,141 ua del Sol, pudiendo acercarse hasta 1,688 ua y alejarse hasta 2,594 ua. Su inclinación orbital es 3,492 grados y la excentricidad 0,2114. Emplea en completar una órbita alrededor del Sol 1144 días: su movimiento medio sobre el fondo estelar es de 0,3146 grados por día.

## Características físicas
La magnitud absoluta de Llull es 13,8.